# San Pietro in Casale
San Pietro in Casale (en dialecte bolonyès: San Pîr in Casèl) és un comune (municipi) de la ciutat metropolitana de Bolonya (antiga província de Bologna), a la regió italiana d'Emilia-Romagna.
Està situat 24 km al nord de Bologna i 24 km al sud-oest de Ferrara. San Pietro es troba a línia de ferrocarril principal que uneix Bologna amb Pàdua i Venècia.
L'1 de gener de 2018 tenia 12.418 habitants.
El nom de San Pietro in Casale va aparèixer per primera vegada l'any 1223.

## Ciutats agermanades
- Benešov, República Txeca